# Cataspilates candidata
Cataspilates candidata là một loài bướm đêm trong họ Geometridae.